# O rybaku i złotej rybce
O rybaku i złotej rybce (niem. Vom Fischer und seiner Frau) – baśń ludowa, spisana i opublikowana po raz pierwszy przez braci Grimm w 1812 roku w ich zbiorze Baśni (tom 1, nr 19).
Baśń była w Polsce publikowana pod alternatywnymi tytułami: O rybaku i jego żonie (dosłowne tłumaczenie oryginalnego tytułu) oraz Rybak i jego żona.

## Treść
Głównym bohaterem jest ubogi rybak, który wraz z żoną mieszkał w lepiance nad brzegiem morza. Codziennie wychodził rano i łowił ryby. Pewnego dnia wyłowił złotą rybkę. Rybka przemówiła do niego ludzkim głosem. Oświadczyła, że nie jest rybą, tylko zaczarowanym księciem, i błagała o wypuszczenie na wolność. Rybak, słysząc ludzki głos, natychmiast wypuścił rybkę. Kiedy wrócił do domu i opowiedział o zdarzeniu żonie, ta oburzyła się, że wypuścił magiczną rybkę nie wypowiadając życzenia. Kazała mu wrócić i zażyczyć sobie wygodniejszej chatki. Rybak niechętnie powrócił nad brzeg morza i zawołał rybkę. Rybka wypłynęła i zapytała czego sobie życzy. Rybak oświadczył, że jego żona życzy sobie wygodniejszej chatki. Rybka obiecała spełnić ten rozkaz. Kiedy rybak powrócił do domu, ujrzał piękną małą chatkę w miejscu swojej dawnej lepianki. Był przekonany, ze jego żona będzie teraz szczęśliwa. Jednak żona była szczęśliwa tylko przez parę dni. Jakiś czas później stwierdziła, że nie chce mieszkać w chatce, tylko w zamku. Rybak ponownie musiał udać się do złotej rybki i prosić o pałac dla żony. Ale i to jej nie wystarczyło. Kolejnym jej żądaniem było – żeby rybka uczyniła ją królową. Kiedy to nastąpiło, zażyczyła sobie być cesarzową, następnie papieżem. Ale i to jej nie wystarczało – kazała mężowi iść do rybki i zażyczyć sobie, by rybka uczyniła ją osobą potężną, jak Bóg, mającą władzę nad słońcem i księżycem. Rybak niechętnie udał się do rybki i powtórzył życzenie żony. Wówczas rybka odpowiedziała: „Idź do niej, a zastaniesz ją z powrotem w lepiance”.

## Ekranizacje
- O rybaku i jego żonie – niemiecki film z 2013 roku